# セルゲイ・ヴァフルコフ
セルゲイ・アレクセーヴィチ・ヴァフルコフ（ワフルコフ、ロシア語: Сергей Алексеевич Вахруков、ラテン文字表記の例：Sergei Alekseevich Vakhrukov、1958年6月20日 - ）は、ロシアの政治家。2007年から2012年までヤロスラヴリ州知事を務めた。知事退任後は、ロシア連邦地域開発省次官、2013年からロシア安全保障会議書記補。ヤロスラヴリ州リビンスク出身。

## 経歴・人物
1980年リビンスク航空技術大学を卒業する。大学卒業後、自動車工場に電気技師として勤務。軍務を経て、コムソモール活動に参加し、共産党官僚（アパラチキ）となる。1991年12月、ヤロスラヴリ州行政府国務書記に就任する。1994年副知事、1996年第一副知事を歴任する。また、同年から2000年までヤロスラヴリ州選挙区からロシア連邦議会下院国家会議代議員に選出されている。2000年ロシア連邦ウラル連邦管区大統領次席代表を勤めた。2007年12月25日、ヤロスラヴリ州知事に任命された。